# 辰口温泉
辰口温泉（たつのくちおんせん）は、石川県能美市辰口町にある温泉。

## 泉質
- 辰口温泉:単純温泉
- 総湯 里山の湯: ナトリウム‐塩化物泉（低張性弱アルカリ性)

## 温泉街
周辺には3軒の旅館が存在する。そのほか能美市辰口福祉会館内に市営の共同浴場が存在し、大人200円で入浴可能な温泉となっている。その隣に2009年7月11日に能美市温泉交流館「辰口温泉　総湯　里山の湯」が完成し、510円で入浴可能。総湯がある丘のふもとには無料の足湯も有る。

## 歴史
古くから温泉が湧き、養老年間には村人や動物が疲れや傷を癒したと伝えられる。しかし度重なる洪水で源泉が埋まってしまい、数百年に渡り多くの人々が掘り起こそうと試みたが失敗に終わったという。天保7年(1836年)、来丸の灰屋源助が薬師如来の夢のお告げで温泉を掘り当てたのが現在の辰口温泉の始まりである。

## アクセス
バス : 各施設によって最寄バス停は異なる。
- 北鉄白山バス（金沢駅より）辰口線、（松任駅より）川北線、（小松駅より）佐野線で、辰口温泉バス停下車。
- IRいしかわ鉄道線 能美根上駅よりのみバスの市内連携バスに乗車、「辰口福祉会館」下車[1]。

自動車 : 北陸自動車道美川ICから20分。小松ICから15分。